# Hyale affinis
Hyale affinis är en kräftdjursart som beskrevs av Édouard Chevreux 1907. Hyale affinis ingår i släktet Hyale och familjen Hyalidae. Inga underarter finns listade i Catalogue of Life.